# 유키정 (히로시마현 진세키군)
유키정(油木町)은 히로시마현의 중동부에 존재했던 정으로, 진세키군에 속했다. 2004년 11월 5일에 유키정이 진세키정, 산와정 및 도요마쓰촌과 진세키코겐정으로 합병(신설합병), 소멸하였다.

## 역사
- 1889년 4월 1일 - 우에노촌, 신사카촌, 리촌, 지카다촌, 하나즈미촌, 유키촌이 성립하였다.
- 1897년 7월 11일 - 우에노촌, 리촌, 지카다촌, 하나즈미촌이 신설합병해 센요촌이 성립하였다.
- 1917년 8월 1일 - 정으로 승격해 유키정이 되었다.
- 1955년 4월 1일 유키정 및 오노촌의 잔부, 신사카촌의 일부가 신설합병해 새롭게 유키정이 성립하였다.
- 1956년 3월 31일 - 유키정과 센요촌이 신설합병해 새롭게 유키정이 성립하였다.
- 2004년 4월 1일 - 유키정, 진세키정, 도요마쓰촌, 산와정이 진세키코겐정으로 합병(신설합병), 소멸하였다.

## 교통

### 도로
- 국도 제182호선
- 국도 제314호선 (일본)(일본어판)